# Fewocious
Victor Langlois (1 de janeiro de 2003), conhecido profissionalmente como Fewocious (estilizado como FEWOCiOUS), é um artista digital, pintor e escultor americano conhecido por suas obras de arte NFT.

## Início de vida
Langlois cresceu em Las Vegas, Nevada. Ele começou a criar arte aos 13 anos. Ele se mudou para Seattle, Washington em 2021.

## Carreira
Em março de 2020, Fewocious vendeu sua primeira pintura para um colecionador de arte de Nova York. Fewocious eventualmente ganhou seguidores depois de vender sua arte nas plataformas online SuperRare e Nifty Gateway.
Fewocious colaborou com seus amigos e colegas artistas parrot_ism, odious e Jonathan Wolfe na coleção Fabricated Fairytales, que foi lançada no início de 2021. Em 2021, Fewocious também colaborou com a subsidiária da Nike RTFKT em uma coleção de tênis NFT intitulada “FEWO WORLD Open Edition”, que incluía um par de tênis real na compra de cada NFT exclusivo. A coleção de tênis vendeu mais de US$ 3,1 milhões em sete minutos.

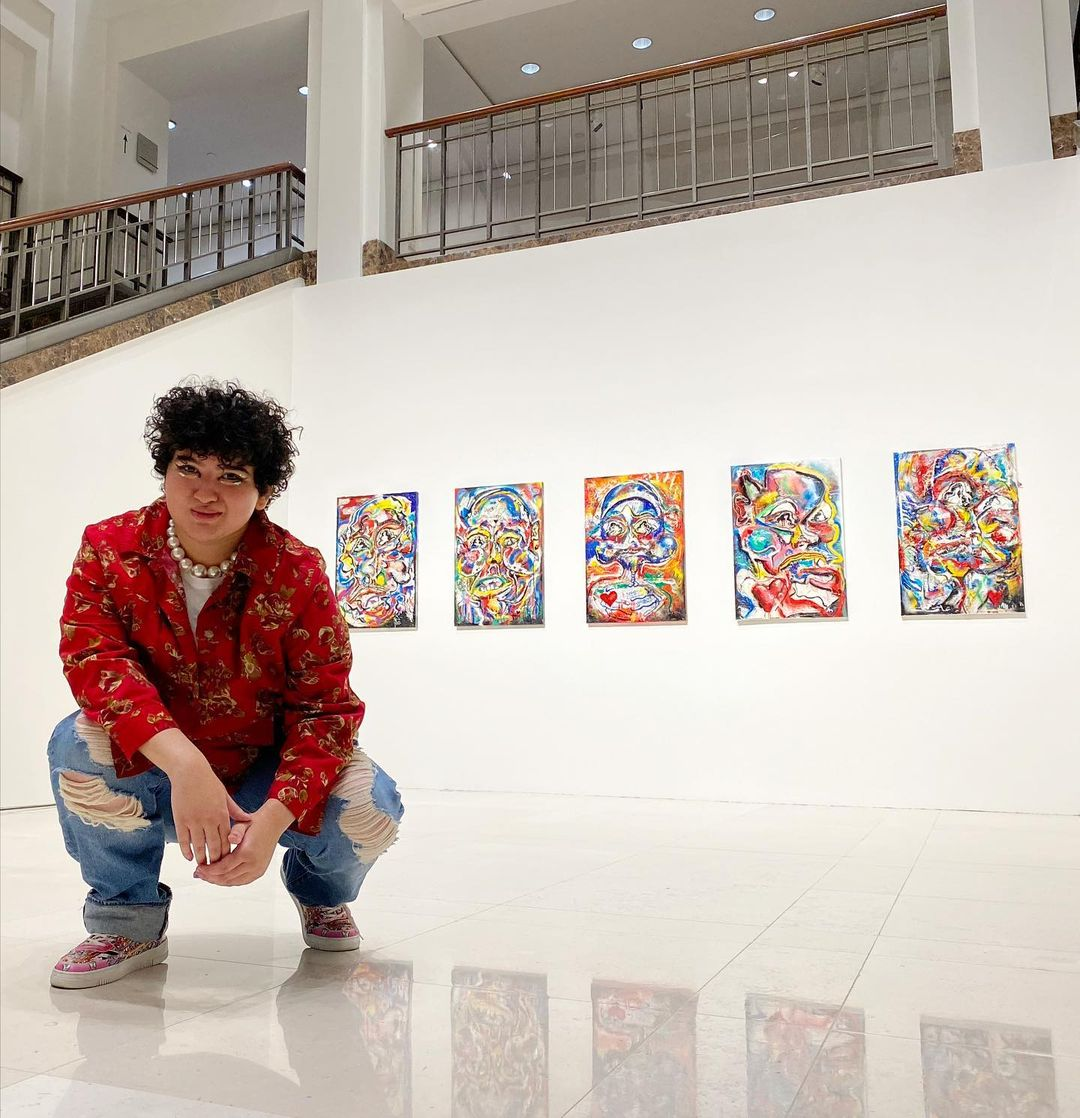
Fewocious

Em junho de 2021, a filial nova-iorquina da casa de leilões Christie's organizou um leilão para as obras Hello, i'm Victor (Fewocious) e This Is My Life de Fewocious, que foi vendida por US$ 2,16 milhões. Como resultado do leilão, ele apareceu em um segmento do programa Nightline da ABC News. No momento da venda, Fewocious era o artista mais jovem a ter uma venda solo na Christie's.
Em abril de 2022, Fewocious vendeu sua coleção Paint Drop NFT por meio do Nifty Gateway por US$ 20 milhões. A coleção fazia parte de seu projeto de arte generativo FewoWorld.
Em junho de 2022, Fewocious redesenhou o logotipo e a capa da revista Billboard para sua edição anual do Pride Issue.
No mesmo mês, Fewocious organizou uma série de eventos chamada FewoWorld Paint Party no bairro Greenpoint do Brooklyn para a quarta semana anual NFT.NYC.
Fewocious vendeu a peça NFT Nice to meet you, I'm Mr. MiSUNDERSTOOD através da casa de leilões Sothesby's por US$ 2,8 milhões em outubro de 2022.
Fewocious fez seu segundo leilão na Christie's em novembro de 2022, durante o qual fez uma pintura ao vivo no palco dentro de uma caixa de acrílico transparente.

## Vida pessoal
Langlois é transgénero.